# Zamia ulei
Zamia ulei — вид голонасінних рослин класу Саговникоподібні (Cycadopsida).
Етимологія: видовий епітет шанує Є. Уле (E. Ule), колекціонера рослин у басейні Амазонки в другій половині дев'ятнадцятого століття, який вперше зібрав вид у Бразилії.

## Опис
Стовбур підземний і бульбовий, звужується дистально, 4–6 см в діаметром. Листків 2–4, вони 1–1,5 м довжиною, широко яйцюваті; черешок до 1 м завдовжки, циліндричний, зазвичай озброєний численними колючками; хребет до 50 см завдовжки, з 3–6 парами листових фрагментів, часто озброєний колючками в нижній третині. Листові фрагменти сидячі, від довгасто-еліптичних до еліптично-яйцюватих, іноді злегка серпоподібні, тупі й звужені біля основи, від гострих до коротко загострених на верхівці, є по 12–15 зубів на кожного з країв у верхній половині, середні листові фрагменти 12–20 см завдовжки, шириною 6–10 см. Пилкові шишки зазвичай 2–5, жовтувато-коричневі, циліндричні, довжиною 6–10 см, 1–2 см в діаметрі; плодоніжка довжиною 6–8 см. Насіннєві шишки 4–6 см в діаметрі; плодоніжка довжиною 8–10 см. Насіння червоне, від яйцюватого до довгастого, довжиною 15 мм, 8 мм в діаметрі. 2n = 26.

## Поширення, екологія
Країни зростання: Бразилія (Амазонас); Колумбія (материк); Еквадор (материк); Перу. Цей вид росте на захищених схилах в дощових лісах і у відкритих тропічних лісах в дуже піщаному ґрунті. Також є поблизу вершин невисоких горбів кварцитів.

## Загрози та охорона
Продовження вирубок представлятиме проблему в майбутньому.